# 沃爾特·雷利
沃爾特·雷利爵士（英語：Sir Walter Raleigh，也拼寫作Ralegh， /ˈrɔːli, ˈræli, ˈrɑːli/，1552年—1618年10月29日），英國伊莉莎白時代著名的冒險家。同時也是位作家、詩人、軍人、政治家，更以藝術、文化及科學研究的保護者聞名。他和愛德蒙·史賓沙及克里斯多福·馬羅等文學家來往甚密，本身在倫敦塔幽禁期間也編纂了《世界史》一書，是名廣泛閱讀文學、歷史、航海術、數學、天文學、化學、植物學等著作的知識分子，更是名外貌英俊的男子。

## 生平
雷利出生於德文郡的新教徒家庭，他早年在牛津大學奧里爾學院讀書，之後有大半時間待在愛爾蘭西米斯郡，參與了鎮壓愛爾蘭人的起義與斯摩維克（Smerwick）及拉斯林島（Rathlin Island）上广為人知的屠殺後，因坦率地批評了英國對愛爾蘭的政策而引起伊莉莎白一世的注意，他得到了女王的召見，在對外和海洋貿易政策上提出自己的觀點，得到了女王的大力支持，並於1585年受爵。
其中在他與女王講述過去於新大陸的冒險歷程以及觀察西班牙如何在海外殖民貿易上擷取龐大財富的報告裡，最重要的一段話可以算是現今海權論形成的雛型：
|  | 誰控制了海洋，誰就控制了貿易；誰控制了世界貿易，誰就控制了世界的財富，最後也就控制了世界本身。 |

這句話據說進而導致了伊莉莎白女王開始著重於英國海軍艦隊的培育、海外殖民的野心以及海盜奪取西班牙載寶船的國家特許化（私掠許可）。
他年輕時致力於早期英國在新大陸的殖民地開拓，並在1584年於北美洲建立維吉尼亞（約現今美國的北卡羅萊納州與維吉尼亞州部分）以歌頌當時的英國女王伊莉莎白一世（歷史著名的童貞女王，而維吉尼亞即為處女（virgin）地之意）。他也是罗阿诺克殖民地（其更广为人知的称呼是“失落殖民地”），英国在新世界第一块殖民地的建立者。在此之後他獲得了女王的召見，並向其展示從大西洋對岸初次帶回來的馬鈴薯與菸草等美洲作物，頓時令皇家宮廷陷於吞雲吐霧的暢快當中，女王相當滿意這位年輕又帶有才氣的冒險家，於隔年1585年受予他爵士之位。

而在1591年他未經女王的允許下，與女王的侍女伊麗莎白·思羅克莫頓（Elizabeth Throckmorton）秘密結婚，使伊莉莎白十分惱怒，便以玷污宮女的貞操和榮譽之名，將雷利投進了倫敦塔。之後在女王的寬恕下獲釋，夫妻轉到多塞特的舍伯恩定居。

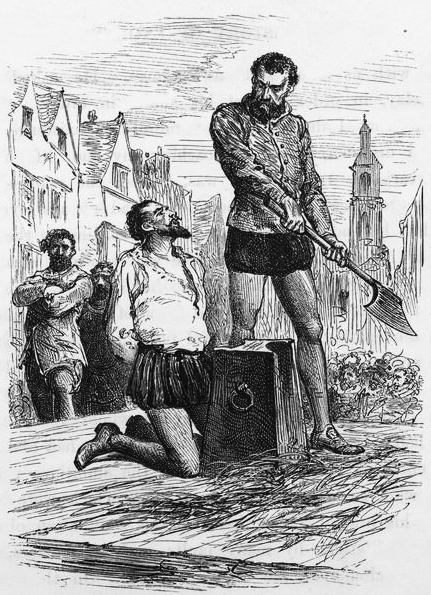
雷利於斬頭前的一刻（約1860年繪）

然冒險家的因子讓他不甘久居一地。當他聽到有關黃金之城---埃爾多拉多的傳說後，他便於1595年率領一支探險隊前往南美洲尋找黃金。雷利首先在千里達登陸，並聲稱該島為英國所有。然後，他航行到委內瑞拉的奧利諾科河河口。他溯河而上，歷時15天，然後轉回並考察了圭亞那和蘇里南的海岸地帶。但這次探險是失敗的，沒有補給，沒有黃金，沒有收穫。1603年伊莉莎白女王逝世後，隨即被繼任的詹姆斯一世以涉及意圖顛覆王位的主要密謀者（Main Plot）罪名下獄。
1616年雷利給國王寫信，說服他忘掉過去，派他去二十年前去過的圭亞那遠征。詹姆斯一世同意後，雷利獲假釋，保證在不侵犯西班牙利益的前提下在那裏開發金礦。但是結果一無所獲，且其下屬燒毀了一處西班牙居民點。於是，詹姆斯根據1603年原判，於1618年在白廳將他處死。

## 大众文化
在电影电视中，沃爾特·雷利的形象不時會出现。包括：

### 电影
- 理查·托德（英语：Richard Todd）出演：《聖潔女王》（The Virgin Queen，1955）
- 克萊夫·歐文出演：《伊莉莎白：輝煌年代》（2007）

### 电視
- 西蒙·瓊斯出演：BBC情景喜劇《黑爵士》Blackadder第二季（1986）
- 德雷克·里德爾（英语：Derek Riddell）出演：BBC四集電視劇The Virgin Queen（2005）

## 外部連結
- Sir Walter Raleigh's Grave （页面存档备份，存于）
- Biography of Sir Walter Raleigh at Britannia.com
- Sir Walter Raleigh at the Fort Raleigh website （页面存档备份，存于）
- Quotes attributed to Sir Walter Raleigh （页面存档备份，存于）
- Story of Raleigh's last years and his beheading （页面存档备份，存于）
- Poetry by Sir Walter Raleigh, plus commentary （页面存档备份，存于）
- Searching for the Lost Colony Blog （页面存档备份，存于）
- Robert Viking O'Brien & Stephen Kent O'Brien, Discovery of Guiana essay, Yearbook of Comparative and General Literature （页面存档备份，存于）
- Tytler, Patrick Fraser, , London: T. Nelson and Sons, 18481853  [2008-08-17], （原始内容存档于2011-05-11）